# Öglonskär
Öglonskär är en ö i Åland (Finland). Den ligger i Skärgårdshavet och i kommunen Kökar i landskapet Åland, i den sydvästra delen av landet. Ön ligger omkring 54 kilometer öster om Mariehamn och omkring 230 kilometer väster om Helsingfors.
Öns area är 3,7 hektar och dess största längd är 230 meter i sydöst-nordvästlig riktning. Ön höjer sig omkring 5 meter över havsytan.
Runt Öglonskär är det glesbefolkat, med 11 invånare per kvadratkilometer.